# Paul Körner

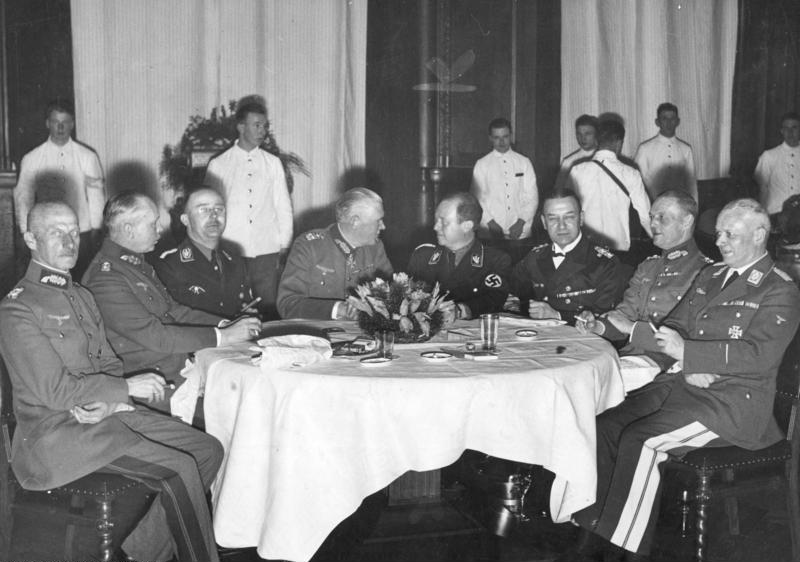
Paul Körner (4e van rechts) met andere nazikopstukken.

Paul Pilli Körner (Pirna, 2 oktober 1893 - Tegernsee, 29 november 1957) was een Duits politicus  en parlementslid voor de NSDAP in de Rijksdag. Hij was de adjudant en privésecretaris van Hermann Göring.

## Biografie
Körner liep school te Zittau. In 1914 vocht hij in de Eerste Wereldoorlog. Hij lag met het Königlich-Sächsischen Feldartillerie-Regiment Nr. 28 aan het front. Vanaf 1917 werkte hij voor de generale staf. In de oorlog raakte hij bevriend met jachtpiloot Hermann Göring. Na de oorlog werd Körner lid van het Vrijkorps Lützow. Hij ging rechten studeren en daarna werkte hij kort in de industrie.

### NSDAP
In 1926 werd hij lid van de NSDAP. In februari 1931 werd hij lid van de Schutzstaffel.
Körner vergaderde met Adolf Hitler, Göring en Wilhelm Frick op 22 januari 1933 in de villa van Joachim von Ribbentrop. Daarbij beslisten de NSDAP en de vertegenwoordigers van president Paul von Hindenburg tot de vorming van een coalitie met Hitler als rijkskanselier, die op 30 januari aantrad.
Van maart tot november 1933 en van maart 1936 tot mei 1945 zetelde Körner voor de NSDAP in de Reichstag. In oktober 1936 werd hij staatssecretaris voor het vierjarenplan, dat de economie klaar moest stomen voor de oorlog. Körner plande mee Operatie Barbarossa in 1941.
Hij was voorzitter van de raad van bestuur van de Reichswerke Hermann Göring, bestuurder van de Lufthansa, lid van de "Reichsautobahn" en lid van de Reichsarbeitskammer. Hij was lid van de Deutsche Forschungsgemeinschaft, de Deutschen Akademie der Luftforschung en het bestuur van de Reichspost.

### Na de Tweede Wereldoorlog
Na de oorlog arresteerden de geallieerden Körner. Hij werd bij de processen van Neurenberg opgeroepen als getuige. In april 1949 werd hij op het Wilhelmstraßenproces tot 15 jaar gevangenis veroordeeld. Op 15 december 1951 kwam hij voortijdig vrij uit de Gevangenis van Landsberg.

## Carrière
Körner bekleedde verschillende rangen in zowel de Allgemeine-SS als Luftwaffe. De volgende tabel laat zien dat de bevorderingen niet synchroon liepen.
| Datum                  | Deutsches Heer               | Pruisische Ministerie van Buitenlandse Zaken | Allgemeine-SS        | Luftwaffe                  |
| ---------------------- | ---------------------------- | -------------------------------------------- | -------------------- | -------------------------- |
| 1 augustus 1914        | Kriegsfreiwilliger           | —                                            | —                    | —                          |
|                        | Vizewachtmeister der Reserve | —                                            | —                    | —                          |
| 7 november 1916 - 1915 | Leutnant der Reserve         | —                                            | —                    | —                          |
|                        | Oberleutnant                 | —                                            | —                    | —                          |
| 1919                   | Hauptmann                    | —                                            | —                    | —                          |
| 17 februari 1932       | —                            | —                                            | SS-Sturmbannführer   | —                          |
| 22 juli 1932           | —                            | —                                            | SS-Standartenführer  | —                          |
| 22 april 1933          | —                            | —                                            | SS-Oberführer        | —                          |
| 22 april 1933          | —                            | Staatssekretär                               | —                    | —                          |
| 19 juli 1933           | —                            | —                                            | SS-Brigadeführer     | —                          |
| 1 maart 1934           | —                            | —                                            | SS-Gruppenführer     | —                          |
| 1935                   | —                            | —                                            | —                    | Hauptmann der Reserve      |
| 1936                   | —                            | —                                            | —                    | Major der Reserve          |
| 30 januari 1942        | —                            | —                                            | SS-Obergruppenführer | —                          |
| Februari 1942          | —                            | —                                            | —                    | Oberstleutnant der Reserve |

## Lidmaatschapsnummers
- NSDAP-nr.: 714 328[10] (lid geworden 5 december 1931[9])
- SS-nr.: 23 076[10] (lid geworden 5 december 1931[9])

## Decoraties
Selectie:
- Ridder der Tweede Klasse in de Albrechtsorde met Zwaarden[3][14]
- Friedrich August-Kruis, 2e Klasse aan Band für Kämpfer[3][14]
- Ridder der Tweede Klasse in de Militaire Orde van Sint-Hendrik[3]
- IJzeren Halve Maan[3]
- IJzeren Kruis 1914, 1e Klasse[3][14] en 2e Klasse[3][14]
- Erekruis voor Frontstrijders in de Wereldoorlog in 1934[3][14]
- Gouden Ereteken van de NSDAP[3][14]
- Dienstonderscheiding van de NSDAP in zilver (15 dienstjaren)[3][14]
- Ehrenwinkel der Alten Kämpfer in februari 1934[14]
- Grootkuis in de Orde van de Kruis en Pijlen in 1941[3][14]
- Grootkuis in de Saksisch-Ernestijnse Huisorde in 1935[3]

- Bibliothèque nationale de France: cb16674073n (data)
- Gemeinsame Normdatei: 130448907
- International Standard Name Identifier: 0000 0000 2084 6573
- Library of Congress Control Number: no2017106555
- Virtual International Authority File: 28178189
- WorldCat: E39PBJqKcVYgjBKbwj6txVCxXd